# Danielle L. Jensen
Danielle L. Jensen (Alberta, Canada) is een Canadese fantasy-auteur. Jensen is bekend van de boekenreeksen The Bridge Kingdom, The Dark Shores en Saga of the Unfated.
Eind 2024 telt haar bibliografie 13 boeken. Haar werk is vertaald in 19 talen, waaronder het Nederlands, Frans, Duits en Spaans.

## Goodreads Choice Awards
Jensen heeft twee Goodreads Choice Awards-nomaties ontvangen voor haar literatuur. 
- Nomitatie (2014) in de categorie Best Debut Author (vertaling: Beste Debuut Auteur), voor haar debuutroman Stolen Songbird van The Malediction trilogie

- Nomitatie (2024) in de categorie Readers' Favorite Romantasy (vertaling: Favoriete Romantasy van Lezers), voor het boek A Fate Inked in Blood

- Bibsys: 1630366669588
- Bibliothèque nationale de France: cb18109917t (data)
- Catàleg d'autoritats de noms i títols de Catalunya: 981060963335906706
- Gemeinsame Normdatei: 129887520X
- International Standard Name Identifier: 0000 0004 3056 427X
- Library of Congress Control Number: no2014044895
- Nationale Bibliotheek van Tsjechië: xx0309402
- Nationale Bibliotheek van Israël: 987012411988005171
- Nederlandse Thesaurus van Auteursnamen: 436177471
- Virtual International Authority File: 307474066